# 김옥영
김옥영(1994년 3월 18일 ~ )은 대한민국의 전 G1방송 아나운서, 한국경제TV MC, 현 프리랜서 아나운서다.

## 경력
- 연합뉴스 MC
- LCK Challengers League 아나운서
- 한국경제TV MC
- G1방송 아나운서
- TBS 서울시의회 MC
- MBC 뉴스투데이 - 문화 연예 플러스 진행

## 현재 진행 프로그램
- LCK Challengers League 인터뷰어
- 연합뉴스 MC
- MBC 뉴스투데이 MC

## 과거 진행 프로그램
- G1 뉴스라인
- G1 뉴스 퍼레이드 강원
- G1 8 뉴스(주말)
- 강원매거진 7
- 김옥영의 예감 좋은 날
- 네트워크 현장! 고향이 보인다
- TV홈닥터 더 나은 클리닉

## 기타 이슈
- 해외 유명 대학 출신인 것으로 밝혀졌다.